# Calonico
Calonico (in dialetto ticinese Calònic) è una frazione di 57 abitanti del comune svizzero di Faido, nel Canton Ticino (distretto di Leventina).

## Storia

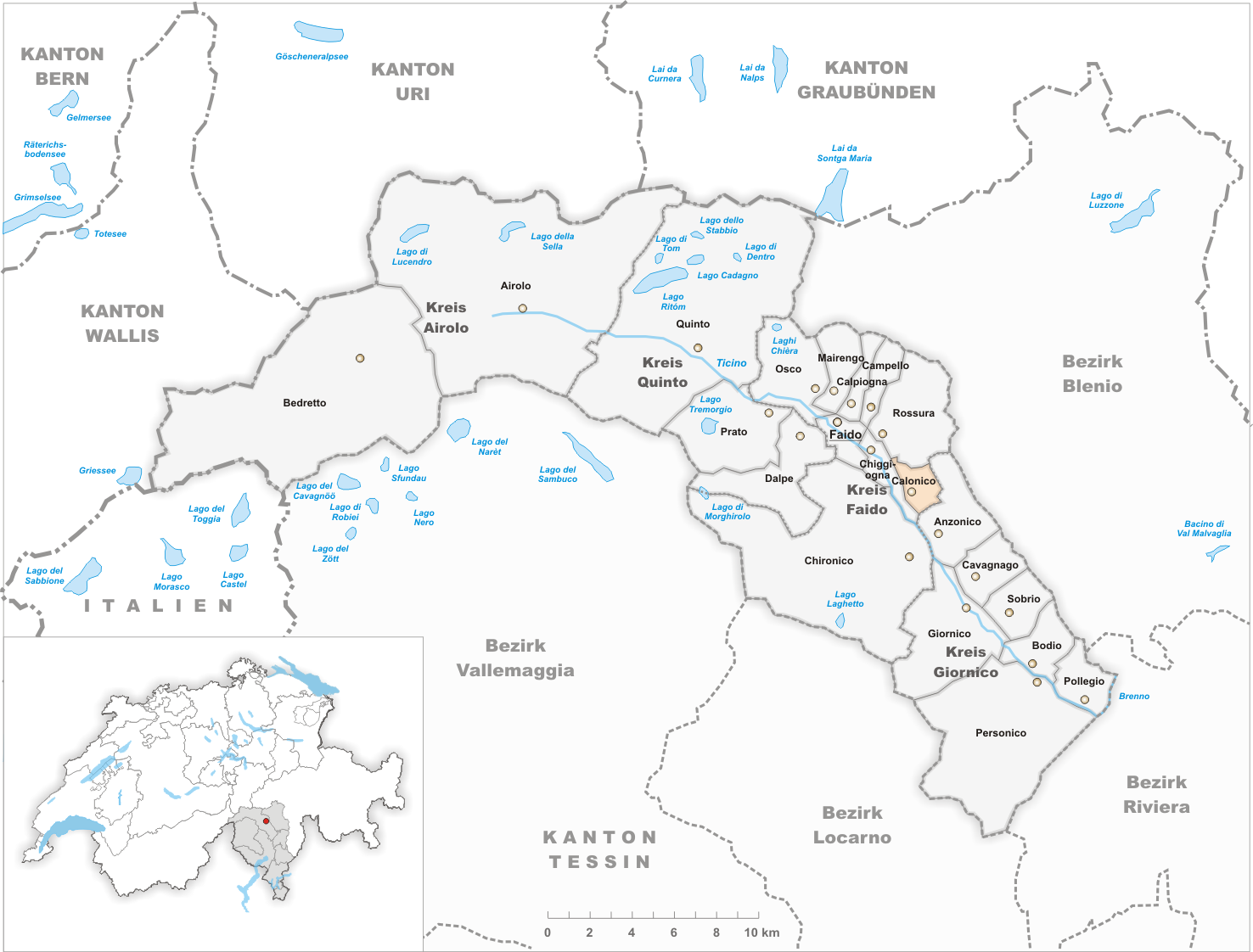
Il territorio del comune di Calonico prima degli accorpamenti comunali del 2006

Già comune autonomo che si estendeva per 3,15 km², nel 2006 è stato accorpato al comune di Faido assieme agli altri comuni soppressi di Chiggiogna e Rossura. La fusione è stata decisa con la votazione popolare del 5 giugno 2005 e con 37 voti favorevoli e 2 contrari ed è diventata esecutiva il 12 ottobre 2005 dopo l'approvazione del Gran Consiglio.

## Monumenti e luoghi d'interesse

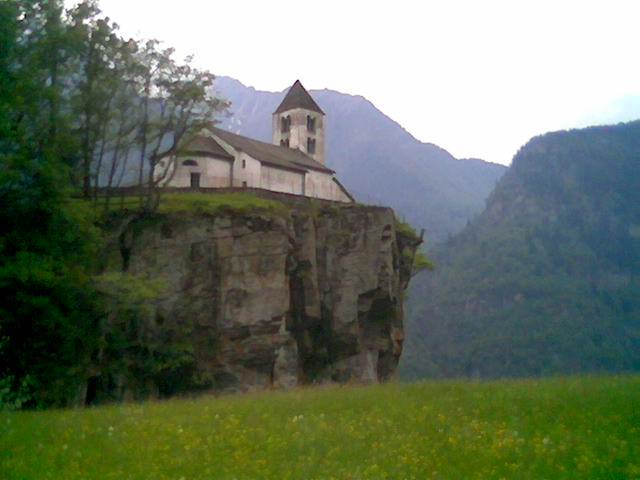
La chiesa parrocchiale di San Martino di Tours

- Chiesa parrocchiale di San Martino di Tours, attestata nel 1300[1];
- Oratorio di San Giovanni Battista, risalente al 1641-1642[senza fonte];
- Casa Regina, sulla piazza del paese, in legno, risalente al 1684[senza fonte];
- Mulino del XVIII secolo[senza fonte].

## Società

### Evoluzione demografica
L'evoluzione demografica è riportata nella seguente tabella:
Abitanti censiti

## Amministrazione
Ogni famiglia originaria del luogo fa parte del cosiddetto comune patriziale e ha la responsabilità della manutenzione di ogni bene ricadente all'interno dei confini della frazione. Presidente dell'ufficio patriziale: Alfredo De Angelis.